# عبد المنعم تليمة
عبد المنعم تليمة (1937 - 27 فبراير 2017م) هو أستاذ جامعي وناقد أدبي مصري، وخبير بمجمع اللغة العربية بالقاهرة.

## سيرة ذاتية
تخرج عبد المنعم تليمة من قسم اللغة العربية وآدابها بكلية الآداب، جامعة القاهرة، سنة 1960، ثم حصل من الجامعة نفسها على درجة الماجستير في الأدب العربي الحديث، سنة 1963، ودرجة الدكتوراه في النقد الأدبي الحديث سنة 1966 .كما حصل على دبلومة عامة في التربية وعلم النفس سنة 1961، ثم ليسانس في الآداب الكلاسيكية اليونانية والاتينية سنة 1985، من جامعة عين شمس. عمل معيدا بقسم اللغة العربية وآدابها بكلية الآداب، جامعة القاهرة، حتى سنة 1967، وتدرج بالقسم نفسه من مدرس إلى أستاذ مساعد فأستاذ، ثم رئيس قسم من سنة 1994 حتى سنة 1997.

## الهيئات التي ينتمى إليها
- عضو جمعية الدراسات الشرقية بطوكيو.
- عضو مؤسس لاتحاد كتاب مصر.
- عضو مؤسس ورئيس مجلس إدارة الجمعية المصرية للأدب المقارن.
- عضو مؤسس للجمعية المصرية للدراسات اليونانية واللاتينية.
- عضو مؤسس وعضو مجلس إدارة الجمعية المصرية للنقد الأدبي.
- خبير بمجمع اللغة العربية.

## أعماله
كتب
- مقدمة في نظرية الأدب، 1973.
- مدخل إلى علم الجمال الأدبي، 1978.
- طرائق العرب في كتابة السيرة الذاتية، 1983.
- نجيب محفوظ، القاهرة، 2001.

فصول في كتب
- النقد الأدبي، 1978.
- طه حسين: مائة عام من النهوض، 1989.
- عبد الرحمن بدوي، 1982.
- الثقافة العربية والكوكبة، 2000.

## الجوائز
- جائزة الدولة التقديرية في الآداب، سنة 2004.